# Memento
Memento, познат още като The Very Best of Dead Can Dance, е компилация с най-доброто на австралийското неокласическо/даркуейв/ню ейдж дуо Дед Кен Денс, издадена на 25 октомври 2005 г. в САЩ. Албумът излиза малко след края на щатското турне на групата, която след 9 години се събират отново за съвместно световно турне. Той е издаден изключително за американския музикален пазар и включва най-доброто основно от втората половина на кариерата им, когато групата става популярна в САЩ.

## Песни
1. "Nierika" – 5:47 – от Spiritchaser (1996)
2. "The Ubiquitous Mr Lovegrove" – 6:16 – от Into the Labyrinth (1993)
3. "Cantara" – 5:59 – от Within the Realm of a Dying Sun (1987)
4. "The Carnival is Over" – 5:26 – от Into the Labyrinth (1993)
5. "Ariadne" – 1:55 – от Into the Labyrinth (1993)
6. "Enigma of the Absolute" – 4:14 – от Spleen and Ideal (1985)
7. "The Lotus Eaters" – 6:42 – от Dead Can Dance (1981–1998) (2001)
8. "In the Kingdom of the Blind the One-Eyed Are Kings" – 4:12 – от The Serpent's Egg (1988)
9. "Sanvean" – 3:48 – от Toward the Within (1994)
10. "Yulunga" – 6:57 – от Into the Labyrinth (1993)
11. "The Song of the Sibyl" – 3:47 – от Aion (1990)
12. "I Can See Now" – 2:56 – от Toward the Within (1994)
13. "American Dreaming" – 4:31 – от Toward the Within (1994)
14. "The Host of Seraphim" – 6:20 – от The Serpent's Egg (1988)
15. "How Fortunate the Man With None" – 9:11 – от Into the Labyrinth (1993)

|  | Тази страница частично или изцяло представлява превод на страницата Memento (Dead Can Dance album) в Уикипедия на английски. Оригиналният текст, както и този превод, са защитени от Лиценза „Криейтив Комънс – Признание – Споделяне на споделеното“, а за съдържание, създадено преди юни 2009 година – от Лиценза за свободна документация на ГНУ. Прегледайте историята на редакциите на оригиналната страница, както и на преводната страница, за да видите списъка на съавторите. ВАЖНО: Този шаблон се отнася единствено до авторските права върху съдържанието на статията. Добавянето му не отменя изискването да се посочват конкретни източници на твърденията, които да бъдат благонадеждни. |